# FK Sileks Kratovo
El Fudbalski Klub Sileks Kratovo (en español: Fútbol Club Sileks de Kratovo) es un club de fútbol de Macedonia del Norte de la ciudad de Kratovo. Fue fundado en 1965 y juega en la Segunda Liga de Macedonia del Norte.

## Palmarés
- Primera División de Macedonia del Norte (3): 1995–96, 1996–97, 1997–98
  - Subcampeón (5): 1992–93, 1993–94, 1994–95, 1998–99, 2003–04
- Segunda Liga de Macedonia del Norte (1): 2013–14
- Copa de Macedonia (2): 1988–89, 1989–90
- Copa de Macedonia del Norte (3): 1993–94, 1996–97, 2020-21
  - Finalista (1): 1994–95

## Participación en competiciones de la UEFA
| Temporada | Torneo            | Ronda             | Club                     | Casa | Visita | Global |  |
| --------- | ----------------- | ----------------- | ------------------------ | ---- | ------ | ------ |  |
| 1995–96   | Cup Winners' Cup  | Clasificatoria    | Vác FC Samsung           | 3–1  | 1–1    | 4–2    |  |
| 1995–96   | Cup Winners' Cup  | 1                 | Borussia Mönchengladbach | 2–3  | 0–3    | 2–6    |  |
| 1996–97   | UEFA Cup          | Preliminar        | ÍA Akranes               | 1–0  | 0–2    | 1–2    |  |
| 1997–98   | Champions League  | 1ª Clasificatoria | Beitar Jerusalem         | 1–0  | 0–3    | 1–3    |  |
| 1998–99   | Champions League  | 1ª Clasificatoria | Club Brugge              | 0–0  | 1–2    | 1–2    |  |
| 1999–2000 | UEFA Cup          | Clasificatoria    | Shakhtar Donetsk         | 2–1  | 1–3    | 3–4    |  |
| 2004–05   | UEFA Cup          | 1ª Clasificatoria | NK Maribor               | 0–1  | 1–1    | 1–2    |  |
| 2005      | Intertoto Cup     | 1                 | Beitar Jerusalem         | 1–2  | 3–4    | 4–6    |  |
| 2016–17   | Europa League     | 1ª Clasificatoria | FC Vaduz                 | 1–2  | 1–3    | 2–5    |  |
| 2020-21   | Champions League  | 1ª Clasificatoria | Qarabağ                  | –    | 0–4    | 0–4    |  |
| 2020-21   | Europa League     | 2ª Clasificatoria | Drita                    | 0–2  | –      | 0–2    |  |
| 2021-22   | Conference League | 1ª Clasificatoria | Petrocub Hîncești        | 1–1  | 0–1    | 1–2    |  |
| 2025-26   | Conference League | 1ª Clasificatoria | Dečić                    | 2–1  | 0–2    | 2-3    |  |